# 공작자리 감마

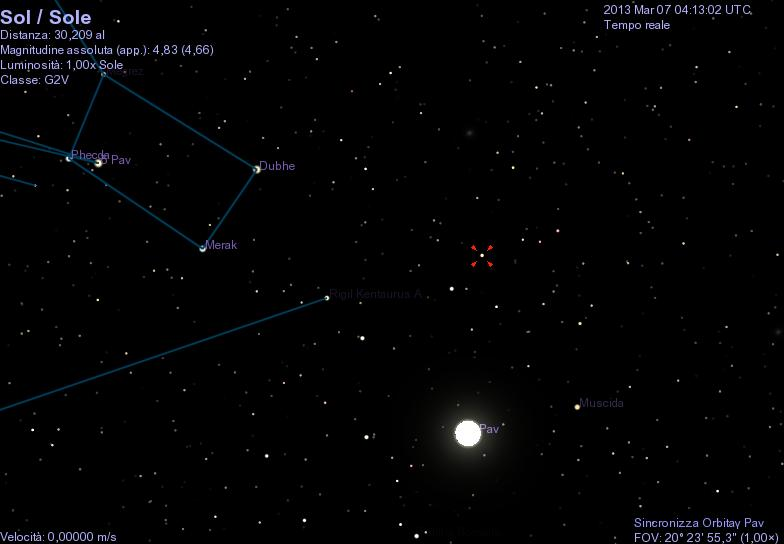

공작자리 감마는 공작자리에 있는 황백색 주계열성으로, 지구에서 30.1광년 떨어진 곳에 있다. 이 별은 중원소 함량이 적은 별로 알려져 있으며, 근처의 별들에 비하여 빠른 속도로 은하 중심을 공전하고 있다. 공작자리 감마의 질량은 태양의 121퍼센트 정도이며, 별의 반경과 표면 온도는 태양보다 더 크며 따라서 밝기는 태양의 1.5배에 이른다.
이 별은 TPF 계획의 지구형 행성 목록 100개 중 14위에 있다. 이 별의 온도에서 계산한 생명체가 살기에 알맞은 행성의 궤도는 어머니 항성에서 약 1.2천문단위로, 이는 현재 지구의 궤도에서 약간 뒤로 물러난 거리이다.